# Kantongerecht Geldermalsen

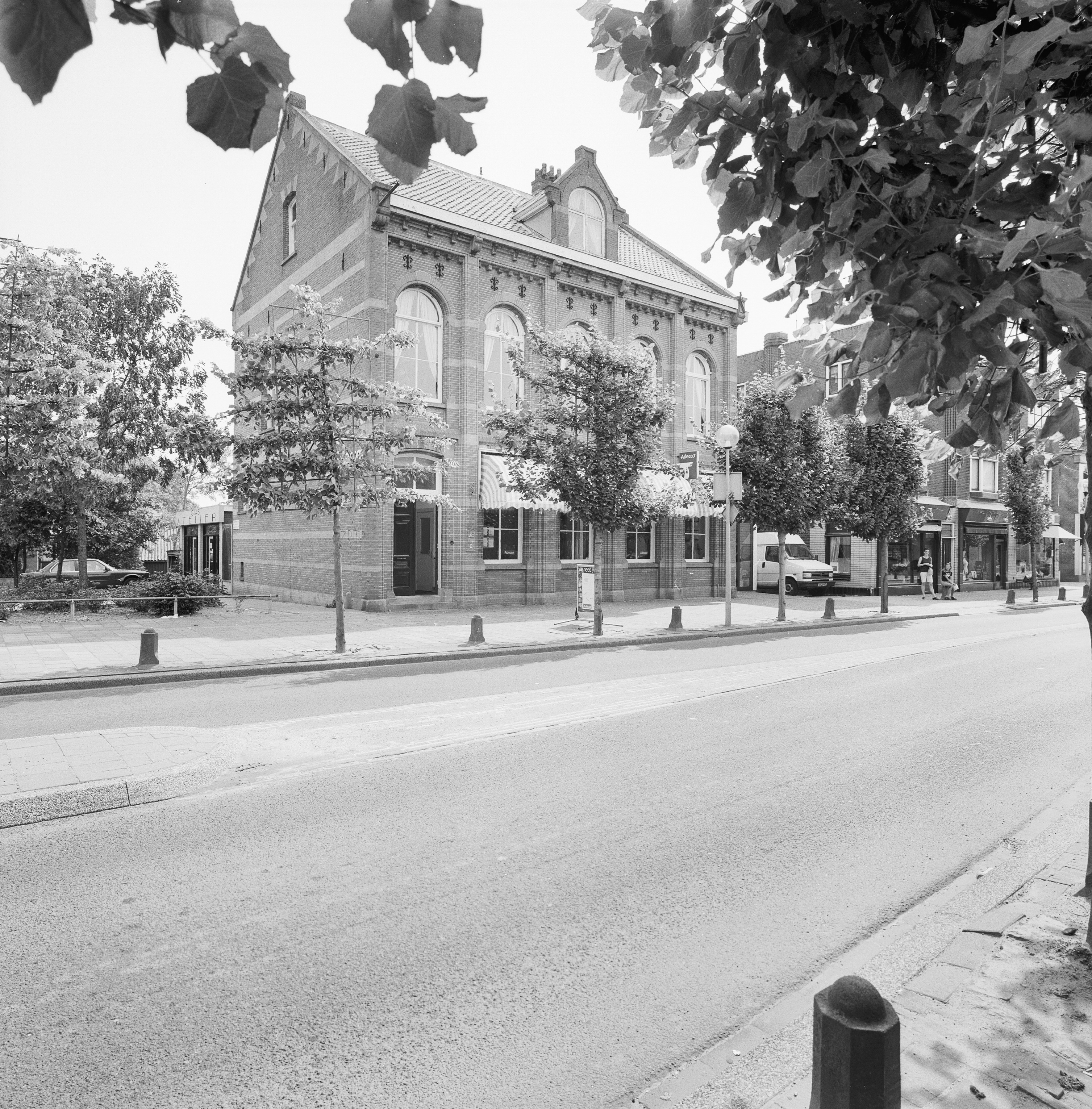
Het voormalige kantongerecht aan de Rijksstraatweg

Het kantongerecht Geldermalsen was van 1838 tot 1934 een van de kantongerechten in Nederland. Bij de stichting was Geldermalsen het tweede kanton van het arrondissement Tiel. Het gerecht kreeg in 1883 een eigen gebouw, ontworpen door J.F. Metzelaar en zijn zoon W.C. Metzelaar. Na de sluiting in 1934 werd het kanton eerst toegevoegd aan het kanton utrecht, in 1940 alsnog aan het kanton Tiel.